# Mörka sjö
Mörka sjö är en sjö i Vetlanda kommun i Småland och ingår i Emåns huvudavrinningsområde. Sjön är 14 meter djup, har en yta på 0,057 kvadratkilometer och befinner sig 250 meter över havet.